# Venom: Let There Be Carnage
Venom: Let There Be Carnage (bra: Venom - Tempo de Carnificina; prt: Venom: Tempo de Carnificina) é um filme de super-herói americano de 2021, baseado no personagem de mesmo nome da Marvel Comics, produzido pela Columbia Pictures em associação com a Marvel. Distribuído pela Sony Pictures Releasing, é o segundo filme do Universo Homem-Aranha da Sony e a sequência de Venom (2018). O filme é dirigido por Andy Serkis a partir de um roteiro de Kelly Marcel, e é estrelado por Tom Hardy como Eddie Brock / Venom, ao lado de Woody Harrelson, Michelle Williams, Reid Scott e Naomie Harris.
Os planos para uma sequência de Venom começaram durante a produção do filme, com Harrelson fazendo uma breve aparição como Cletus Kasady no final de Venom, com a intenção de ele interpretar o papel de vilão em uma possível sequência. O trabalho começou em janeiro de 2019, com Marcel e o elenco principal confirmados para retornar. Serkis foi contratado em agosto e as filmagens começaram em novembro no Leavesden Studios na Inglaterra.
Venom: Let There Be Carnage foi lançado nos EUA em 1 de outubro de 2021. Apesar da recepção morna por parte dos críticos, foi um sucesso de bilheteria.

## Elenco
- Tom Hardy como Eddie Brock / Venom: Um jornalista investigativo que é o anfitrião de um simbionte alienígena, Venom, que o imbui de habilidades sobre-humanas.[12] O diretor Andy Serkis descreveu o relacionamento de Brock e Venom como estando no "estágio de The Odd Couple" no filme, com Venom preso no corpo de Brock e apenas querendo ser o "Protetor Letal" que distrai Brock do trabalho e reorganiza sua vida[13]
- Woody Harrelson como Cletus Kasady / Carnificina: Um serial killer psicótico que se torna o anfitrião do Carnificina.[14][15] Enquanto está na prisão, Kasady se recusa a falar com ninguém além de Brock, que ele considera uma alma gêmea. Kasady parece diferente em comparação com sua aparição na cena de meio-créditos de Venom (2018), que Serkis disse que indica a passagem do tempo entre os filmes,[16] o cabelo do personagem foi mudado para a sequência para não distrair o público,[17] juntamente com a antipatia de Harrelson pelo penteado anterior e preferência por um mais realista.[18] Harrelson estava inicialmente relutante em fornecer a voz para Carnificina e queria que Serkis a interpretasse, e Andy Serkis acabou dando a voz ao Carnificina, e Jack Bandeira interpreta um jovem Cletus Kasady.[19]
- Michelle Williams como Anne Weying: Uma advogada e promotora pública de defesa e ex-noiva de Brock, que brevemente hospeda Venom, além de estar noiva do Doutor Dan Lewis.[20]
- Reid Scott como Dan Lewis: Um médico e noivo de Weying.[21]
- Naomie Harris como Frances Barrison / Shriek: O interesse amoroso de Kasady que pode criar gritos sônicos.[22][23] Serkis a descreveu como uma alma danificada que vive isolada e tem um lado sombrio nela.[13] Olumide Olorunfemi interpreta uma jovem Frances Barrison.[24]
- Stephen Graham como Patrick Mulligan: Um detetive esperando usar Brock para encontrar os restos mortais das vítimas assassinadas por Kasady.[13][23]Sean Delaney interpreta um jovem Patrick Mulligan.[25]

Além disso, Peggy Lu reprisa seu papel do primeiro filme como a dona da loja de conveniência Sra. Chen, que brevemente hospeda Venom, Sian Webber interpreta a médica do Asilo Ravencroft Camille Pazzo, Larry Olubamiwo aparece como um guarda de Ravencroft, e Little Simz aparece como ela mesma. Imagens de Tom Holland como Peter Parker / Homem-Aranha e J. K. Simmons como J. Jonah Jameson do Universo Cinematográfico Marvel (MCU) aparecem na cena pós-créditos, com os dois atores não sendo creditados.

## Produção

### Desenvolvimento
Durante o longo desenvolvimento do filme Venom de 2018, o personagem Carnificina deveria aparecer como um antagonista. Durante a pré-produção desse filme, a equipe criativa decidiu não incluir o personagem para que eles pudessem se concentrar na introdução dos protagonistas, Eddie Brock e Venom. O diretor Ruben Fleischer sentiu que deixar o vilão mais formidável de Venom para uma sequência daria à franquia " um lugar para ir " e seria um próximo passo natural, então o alter-ego de Carnificina, Cletus Kasady, foi introduzido em uma cena de créditos médios no final do primeiro filme com a intenção de apresentá-lo em uma sequência. Fleischer queria escalar Woody Harrelson no papel, sentindo que havia uma "conexão natural " entre o personagem e o desempenho de Harrelson em Natural Born Killers (1994), e perguntou a Harrelson enquanto o casal discutia uma sequência do filme Zombieland (2009). Depois de se encontrar com Fleischer e Tom Hardy, que interpreta Brock e Venom em um jantar, Harrelson concordou em participar. Harrelson descreveu sua decisão como uma jogada de dados, já que ele não conseguiu ler um roteiro para a sequência antes de assinar o primeiro filme. Em agosto de 2018, antes do lançamento de Venom, Hardy confirmou que havia sido contratado para duas sequências.
No final de novembro de 2018, a Sony deu uma data de lançamento em 2 de outubro de 2020 a uma sequência sem título da Marvel, que se acreditava ser Venom 2, que colocaria o filme no mesmo período de lançamento do primeiro Venom; analistas de bilheteria acreditavam até então que Venom tinha sido bem sucedido o suficiente para garantir que uma sequência fosse feita. Um mês depois, o escritor de Venom, Jeff Pinkner, confirmou que uma sequência estava "acontecendo", mas ele não estava envolvido em escrevê-la naquele momento. Fleischer reiterou isso, dizendo que ele não podia discutir uma sequência, mas viu o primeiro filme como Brock e Venom "se unindo. Então, há uma evolução natural disso para uma sequência onde é tipo, ok, agora como é moram juntos? É como um tipo de relacionamento bromantico". Em janeiro, Kelly Marcel assinou um contrato "significativo" com a Sony para escrever e ser produtor executivo da sequência depois de também trabalhar no roteiro do primeiro filme. Isso marcou o início oficial da produção do filme para o estúdio e foi revelado juntamente com a confirmação de Avi Arad, Matt Tolmach e Amy Pascal retornando como produtores. Hardy e Harrelson também deveriam retornar para a sequência, junto com Michelle Williams no papel da ex-noiva de Brock, Anne Weying. Nenhum diretor foi confirmado para o filme, com a Sony considerando substituir Fleischer devido a seus compromissos com Zombieland: Double Tap (2019), embora ele ainda pretendesse se envolver em Venom 2.
Até o final de julho de 2019, a Sony esperava que as filmagens começassem em novembro e se reuniu com vários candidatos para substituir Fleischer como diretor, pois ele ainda estava concluindo o trabalho em Zombieland: Double Tap naquela época;  diretores que o estúdio encontrou incluem Andy Serkis, Travis Knight e Rupert Wyatt. A Sony também estava interessada em Rupert Sanders dirigindo o filme, mas isso "não deu certo".  Serkis confirmou no início de agosto que havia discutido o projeto com a Sony e era "algo que poderia potencialmente acontecer", pouco antes de ser oficialmente contratado para dirigir o filme. Serkis foi parcialmente contratado devido à sua experiência em trabalhar com CGI e tecnologia de captura de movimento como ator e diretor. Discutindo o filme logo após sua contratação, Serkis disse que Hardy estava trabalhando em estreita colaboração com Marcel no roteiro da sequência.

## Lançamento
Venom: Let There Be Carnage estava previsto para ser lançado em 25 de junho de 2021 nos EUA, em IMAX e 70 mm. Inicialmente, a estreia do filme seria em 2 de outubro de 2020, mas foi adiada para junho de 2021 devido à pandemia de COVID-19. O filme foi lançado em 1 de outubro de 2021 nos Estados Unidos.

## Recepção

### Bilheteria
Venom: Let There Be Carnage arrecadou 213,5 milhões de dólares nos Estados Unidos e Canadá, e 288,5 milhões de dólares em outros territórios, com um total mundial de 502 milhões de dólares.
Nos Estados Unidos e Canadá, o filme foi lançado ao lado de The Many Saints of Newark e The Addams Family 2. Enquanto a Sony estava estimando uma estreia de 40 milhões de dólares, analistas de bilheteria previam que poderia chegar a 65 milhões de dólares no seu fim de semana de estreia. O filme arrecadou 37,3 milhões de dólares em seu primeiro dia, que incluiu 11,6 milhões de dólares nas prévias de quinta-feira à noite, superando os 10 milhões de dólares arrecadados pelo primeiro filme e marcando o segundo maior total desde o início da pandemia de COVID-19, atrás dos 13,2 milhões de dólares de Black Widow. Em seu fim de semana de estreia, Let There Be Carnage estreou com 90,1 milhões de dólares, marcando a maior abertura da pandemia até aquele momento e superando o fim de semana de estreia bruto de Venom (80,3 milhões de dólares). O filme declinou 64% em seu segundo fim de semana com 32 milhões de dólares, terminando em segundo lugar atrás do recém-chegado No Time to Die. Durante o fim de semana que terminou em 14 de novembro, Let There Be Carnage tornou-se o segundo filme a ultrapassar a marca de 200 milhões de dólares nas bilheterias dos Estados Unidos e Canadá durante a pandemia, seguindo Shang-Chi and the Legend of the Ten Rings.

### Resposta da crítica
O agregador de resenhas Rotten Tomatoes relatou um índice de aprovação de 58%, com uma pontuação média de 5.5/10, baseada em 267 avaliações. O consenso crítico do site diz: "Uma sequência voltada diretamente para os fãs da estranha química de casal do original, Venom: Let There Be Carnage abraça ansiosamente o lado mais bobo da franquia”. O Metacritic atribuiu ao filme uma pontuação média ponderada de 49/100, com base em 48 resenhas, indicando "críticas mistas ou médias".

## Futuro
A Sony Pictures Entertainment confirmou na CinemaCon 2022 o novo filme do longa após os sucessos de Venom (2018) e Venom: Tempo de Carnificina (2021). Venom: The Last Dance, que foi lançado nos EUA em 08 de novembro de 2024.